# Baronía de Monte Palacio
La baronía de Monte Palacio es un título nobiliario español creado por el rey Alfonso XIII en favor de Francisco Ruiz Martínez y Domínguez, comisario regio de Agricultura, mediante real decreto del 17 de septiembre de 1906 y despacho expedido el 26 de noviembre del mismo año.

## Barones de Monte Palacio
|                           | Titular                               | Periodo                   |
| Creación por Alfonso XIII | Creación por Alfonso XIII             | Creación por Alfonso XIII |
| ------------------------- | ------------------------------------- | ------------------------- |
| I                         | Francisco Ruiz Martínez y Domínguez   | 1906-1916                 |
| II                        | Rafael Ruiz-Martínez y Ruiz           | 1916-1940                 |
| III                       | María del Carmen Ruiz-Martínez y Ruiz | 1940-¿?                   |
| IV                        | Antonio del Río y Ruiz-Martínez       | 2002-2003                 |
| V                         | Fernando del Río y Medina             | 2004-hoy                  |

## Historia de los barones de Monte Palacio
- Francisco Ruiz Martínez y Domínguez (1841-1916), I barón de Monte Palacio, Gran Cruz de la Orden de Isabel la Católica, diputado a Cortes, senador del reino y comisario regio de Agricultura.[1]

Casó el 8 de agosto de 1869, en Cádiz, con María Dolores Sánchez de la Madrid y Gutiérrez. El 19 de diciembre de 1917 le sucedió su nieto, hijo de Buenaventura Ruiz-Martínez y Sánchez de la Madrid y su esposa María Ruiz y García-Muñoz:
- Rafael Ruiz-Martínez y Ruiz (m. 1940), II barón de Monte Palacio.[1]

Casó con Josefa Marín y Cano. Sin descendientes. El 4 de mayo de 1951 le sucedió su hermana:
- María del Carmen Ruiz-Martínez y Ruiz, III baronesa de Monte Palacio.[1]

Casó con Antonio del Río-Rey y Díez de Bulnes. En 2002, previa orden del 17 de octubre del mismo año para que se expida la correspondiente carta de sucesión (BOE del día 31), le sucedió su hijo:
- Antonio del Río y Ruiz-Martínez, IV barón de Monte Palacio, VII marqués de Monte Olivar.[5]

Casó con Ana María Medina y Atienza. El 6 de febrero de 2004, previa orden del 22 de diciembre del 22 de diciembre de 2003 (BOE del 13 de enero), le sucedió, por distribución, su hijo:
- Fernando del Río y Medina, V barón de Monte Palacio.[5]